# Ulje
Koordinaten: 58° 17′ N, 22° 16′ O
Ulje ist ein Dorf (estnisch küla) auf der größten estnischen Insel Saaremaa. Es gehört zur Landgemeinde Saaremaa (bis 2017: Landgemeinde Lääne-Saare) im Kreis Saare.

## Einwohnerschaft und Fläche
Das Dorf hat 45 Einwohner (Stand 1. Januar 2016). Seine Fläche beträgt 2,70 km².
Südlich des Dorfkerns liegt der See Paadla laht.